# 出澤三太
出澤 三太（でざわ さんた、1917年12月25日 - 1985年5月17日）は、俳人。筆名は出澤珊太郎。SF作家星新一の異母兄。

## 生涯
星一の庶子として東京市芝区琴平町（現：東京都港区虎の門1丁目）に生まれ、長野県北佐久郡の出澤夫妻の息子として入籍され、生後まもなく六本木の医師の家庭に預けられて育つ。麻布小学校から麻布中学校に進み、中村草田男の知遇を得たことがきっかけで、中学在学中に俳句を始める。
水戸高等学校在学中、水高俳句会を創設する。この頃中村草田男と竹下しづの女（じょ）の指導による成層圏句会の会員となる。1939年に東京帝国大学経済学部入学。1942年に大学を卒業して臨時召集を受け、近衛歩兵第3連隊に入営、陸軍中尉として広島県宇品の陸軍船舶司令部（通称・暁部隊）に赴任する。広島に原爆が投下された際には暁部隊の一員として遺体処理や救援活動に従事した。
敗戦に伴い、1945年9月に召集を解除されて復員する。星一により星食糧品株式会社の経営を任され、同社の経営を軌道に乗せる。1948年9月、星製薬に取締役として迎えられたが、詐欺に遭って星食糧品株式会社を手放すことを余儀なくされ、1949年12月には星製薬取締役の役職からも退任し、以後二度と星製薬とは関係を持たなかった。出澤の後任として星製薬取締役営業部長に就任したのが星新一だった。
その後、警察予備隊勤務を経て川崎市で星製作所を設立する。日立製作所の下請けとしてマイクロスイッチの部品を製作していたが倒産し、東京渋谷で俳句雑誌などを刊行する出版社「星書房」と不動産会社を設立した。
俳人としては中村草田男の句誌「萬緑」（ばんりょく）の創刊を助けた他、水戸高の1学年下に在籍していた親友金子兜太たちと同人俳誌「青銅」を発刊する。1962年4月、金子の創刊した「海程」に発行人として参加する。晩年は「すずかけ」の主宰者として活動した。
碁を趣味とし、異母弟の星新一と碁を打つこともあった。
長男の出澤研太は、日本アイ・ビー・エムに勤務し、執行役員を務めた。